# باد ویلدباد
شهر باد ویلدباد در ایالت بادن-وورتمبرگ در کشور آلمان واقع شده است.